# Ogle County
Ogle County je okres ve státě Illinois v USA. K roku 2010 zde žilo 53 497 obyvatel. Správním městem okresu je Oregon. Celková rozloha okresu činí 1 976 km². Je pojmenován po kapitánu Josephu Ogleovi.

## Sousední okresy
| Růžice kompasu | Stephenson County | Winnebago County | Boone County  | Růžice kompasu |
| Růžice kompasu | Carroll County    | Sever            | DeKalb County | Růžice kompasu |
| Růžice kompasu | Carroll County    | Ogle County      | DeKalb County | Růžice kompasu |
| Růžice kompasu | Carroll County    | Jih              | DeKalb County | Růžice kompasu |
| Růžice kompasu | Whiteside County  | Lee County       |               | Růžice kompasu |